# Deuxième circonscription des Côtes-d'Armor
La deuxième circonscription des Côtes-d'Armor est l'une des cinq circonscriptions législatives françaises que compte le département des Côtes-d'Armor situé en région Bretagne.
Jusqu'en 1990, elle est appelée deuxième circonscription des Côtes-du-Nord.

## La circonscription de 1958 à 1986

### Description géographique

Localisation de la circonscription de 1958 à 1986.

Dans le découpage électoral de 1958, la deuxième circonscription des Côtes-du-Nord était celle de « Dinan ».
Elle était composée des cantons suivants :
- Canton de Broons
- Canton de Caulnes
- Canton de Dinan-Est
- Canton de Dinan-Ouest
- Canton d'Évran
- Canton de Jugon
- Canton de Matignon
- Canton de Plancoët
- Canton de Plélan-le-Petit
- Canton de Ploubalay.

### Historique des députations
| Législature | Début de mandat | Fin de mandat  | Député           | Parti politique      | Observations |
| ----------- | --------------- | -------------- | ---------------- | -------------------- | --- |
| Ire         | 9 décembre 1958 | 9 octobre 1962 | René Pléven      | Entente démocratique | Mandat écourté à la suite d'une dissolution parlementaire décidée par Charles de Gaulle. |
| IIe         | 6 décembre 1962 | 2 avril 1967   | René Pléven      | CD                   | |
| IIIe        | 3 avril 1967    | 30 mai 1968    | René Pléven      | CD                   | Mandat écourté à la suite d'une dissolution parlementaire décidée par Charles de Gaulle. |
| IVe         | 11 juillet 1968 | 1er avril 1973 | René Pléven      | CD                   | Remplacé à partir du 23 juillet 1969 par Ernest Rouxel (PDM) à la suite de sa nomination au gouvernement. |
| Ve          | 2 avril 1973    | 2 avril 1978   | Charles Josselin | PS                   | |
| VIe         | 3 avril 1978    | 22 mai 1981    | René Benoît      | UDF                  | Mandat écourté à la suite d'une dissolution parlementaire décidée par François Mitterrand. |
| VIIe        | 2 juillet 1981  | 1er avril 1986 | Charles Josselin | PS                   | |
| VIIIe       | 2 avril 1986    | 14 mai 1988    | Aucun            | Aucun                | Proportionnelle par département, pas de député par circonscription Proportionnelle par département, pas de député par circonscription. Mandat écourté à la suite d'une dissolution parlementaire décidée par François Mitterrand. |

### Historique des élections

#### Élections de 1958
|                    | René Pleven élu | MRP            | 34 260 | 69,87  |  |  |  |
|                    | Roger Esnault   | PCF            | 7 565  | 15,43  |  |  |  |
|                    | Joseph Hourdin  | SFIO           | 5 901  | 12,03  |  |  |  |
|                    | André Dereau    | UFF            | 1 309  | 2,67   |  |  |  |
|                    |                 |                |        |        |  |  |  |
| Inscrits           | Inscrits        | Inscrits       | 64 216 | 100,00 |  |  |  |
| Abstentions        | Abstentions     | Abstentions    | 13 898 | 21,64  |  |  |  |
| Votants            | Votants         | Votants        | 50 318 | 78,36  |  |  |  |
| Blancs et nuls     | Blancs et nuls  | Blancs et nuls | 1 283  | 2,55   |  |  |  |
| Exprimés           | Exprimés        | Exprimés       | 49 035 | 97,45  |  |  |  |
| Source : Data.gouv |                 |                |        |        |  |  |  |

Ernest Rouxel, inséminateur, conseiller général du canton de Ploubalay, maire de Ploubalay, était le suppléant de René Pléven.

#### Élections de 1962
|                    | René Pleven sortant réélu | MRP            | 28 737 | 75,22  |  |  |  |
|                    | Roger Esnault             | PCF            | 9 467  | 24,78  |  |  |  |
|                    |                           |                |        |        |  |  |  |
| Inscrits           | Inscrits                  | Inscrits       | 65 035 | 100,00 |  |  |  |
| Abstentions        | Abstentions               | Abstentions    | 22 727 | 34,95  |  |  |  |
| Votants            | Votants                   | Votants        | 42 308 | 65,05  |  |  |  |
| Blancs et nuls     | Blancs et nuls            | Blancs et nuls | 4 104  | 9,7    |  |  |  |
| Exprimés           | Exprimés                  | Exprimés       | 38 204 | 90,3   |  |  |  |
| Source : Data.gouv |                           |                |        |        |  |  |  |

Ernest Rouxel était le suppléant de René Pléven.

#### Élections de 1967
|                    | René Pleven sortant réélu | CD (PDM)       | 27 471 | 54,39  |  |  |  |
|                    | Roger Esnault             | PCF            | 11 974 | 23,71  |  |  |  |
|                    | Edmond Playoust           | UD-Ve          | 11 060 | 21,9   |  |  |  |
|                    |                           |                |        |        |  |  |  |
| Inscrits           | Inscrits                  | Inscrits       | 60 024 | 100,00 |  |  |  |
| Abstentions        | Abstentions               | Abstentions    | 8 454  | 14,08  |  |  |  |
| Votants            | Votants                   | Votants        | 51 570 | 85,92  |  |  |  |
| Blancs et nuls     | Blancs et nuls            | Blancs et nuls | 1 065  | 2,07   |  |  |  |
| Exprimés           | Exprimés                  | Exprimés       | 50 505 | 97,93  |  |  |  |
| Source : Data.gouv |                           |                |        |        |  |  |  |

Ernest Rouxel était le suppléant de René Pléven.

#### Élections de 1968
|                    | René Pleven sortant réélu | CD (PDM)       | 35 026 | 69,87  |  |  |  |
|                    | Roger Esnault             | PCF            | 9 120  | 18,19  |  |  |  |
|                    | René Régnault             | FGDS (SFIO)    | 5 986  | 11,94  |  |  |  |
|                    |                           |                |        |        |  |  |  |
| Inscrits           | Inscrits                  | Inscrits       | 61 840 | 100,00 |  |  |  |
| Abstentions        | Abstentions               | Abstentions    | 10 496 | 16,97  |  |  |  |
| Votants            | Votants                   | Votants        | 51 344 | 83,03  |  |  |  |
| Blancs et nuls     | Blancs et nuls            | Blancs et nuls | 1 212  | 2,36   |  |  |  |
| Exprimés           | Exprimés                  | Exprimés       | 50 132 | 97,64  |  |  |  |
| Source : Data.gouv |                           |                |        |        |  |  |  |

Ernest Rouxel, suppléant de René Pléven, le remplaça du 23 juillet 1969 au 1er avril 1973, quand René Pléven fut nommé membre du gouvernement.

#### Élections de 1973
| Candidat           | Candidat             | Parti          | Premier tour | Premier tour | Second tour | Second tour |  |
| Candidat           | Candidat             | Parti          | Voix         | %            | Voix        | %           |  |
| ------------------ | -------------------- | -------------- | ------------ | ------------ | ----------- | ----------- |  |
|                    | René Pleven sortant  | CDP (URP)      | 24 973       | 46,93        | 26 819      | 49,95       |  |
|                    | Charles Josselin élu | PS (UGSD)      | 15 607       | 29,32        | 26 870      | 50,04       |  |
|                    | Roger Esnault        | PCF            | 8 666        | 16,28        | Retrait     | Retrait     |  |
|                    | Charles Fesard       | MR             | 2 602        | 4,88         |             |             |  |
|                    | Yann Fouéré          | SAV            | 1 365        | 2,56         |             |             |  |
|                    |                      |                |              |              |             |             |  |
| Inscrits           | Inscrits             | Inscrits       | 64 343       | 100,00       | 64 552      | 100,00      |  |
| Abstentions        | Abstentions          | Abstentions    | 9 821        | 15,26        | 9 932       | 15,39       |  |
| Votants            | Votants              | Votants        | 54 522       | 84,74        | 54 620      | 84,61       |  |
| Blancs et nuls     | Blancs et nuls       | Blancs et nuls | 1 309        | 2,4          | 931         | 1,7         |  |
| Exprimés           | Exprimés             | Exprimés       | 53 213       | 97,6         | 53 689      | 98,3        |  |
| Source : Data.gouv |                      |                |              |              |             |             |  |

René Régnault, professeur, conseiller général du canton de Dinan-Ouest, maire de Saint-Samson-sur-Rance, était le suppléant de Charles Josselin.

#### Élections de 1978
| Candidat           | Candidat                 | Parti          | Premier tour | Premier tour | Second tour | Second tour |  |
| Candidat           | Candidat                 | Parti          | Voix         | %            | Voix        | %           |  |
| ------------------ | ------------------------ | -------------- | ------------ | ------------ | ----------- | ----------- |  |
|                    | René Benoît élu          | UDF (PR)       | 24 879       | 39,49        | 33 074      | 50,58       |  |
|                    | Charles Josselin sortant | PS             | 24 016       | 38,12        | 32 313      | 49,42       |  |
|                    | Christiane Nennot        | PCF            | 6 951        | 11,03        |             |             |  |
|                    | André Colombel           | RPR            | 4 869        | 7,73         |             |             |  |
|                    | Antoine Gauttier         | Divers droite  | 1 305        | 2,07         |             |             |  |
|                    | Jean-Jacques Kerneis     | LO             | 777          | 1,23         |             |             |  |
|                    | Loïc Le Corre            | UOPDP          | 207          | 0,33         |             |             |  |
|                    | Jacques Levaillant       | CNIP           | 0            | 0,00         |             |             |  |
|                    |                          |                |              |              |             |             |  |
| Inscrits           | Inscrits                 | Inscrits       | 72 685       | 100,00       | 72 633      | 100,00      |  |
| Abstentions        | Abstentions              | Abstentions    | 8 637        | 11,88        | 6 475       | 8,91        |  |
| Votants            | Votants                  | Votants        | 64 048       | 88,12        | 66 158      | 91,09       |  |
| Blancs et nuls     | Blancs et nuls           | Blancs et nuls | 1 044        | 1,63         | 771         | 1,17        |  |
| Exprimés           | Exprimés                 | Exprimés       | 63 004       | 98,37        | 65 387      | 98,83       |  |
| Source : Data.gouv |                          |                |              |              |             |             |  |

Le suppléant de René Benoît était Henri Quinquenel, agriculteur à Trémeur.

#### Élections de 1981
|                | Charles Josselin élu | PS             | 30 486 | 51,36  |  |  |  |
|                | René Benoît sortant  | UDF (PR)       | 25 202 | 42,46  |  |  |  |
|                | Christiane Nennot    | PCF            | 3 662  | 6,17   |  |  |  |
|                | Pierre Génie         | FN             | 3      | 0,01   |  |  |  |
|                |                      |                |        |        |  |  |  |
| Inscrits       | Inscrits             | Inscrits       | 74 480 | 100,00 |  |  |  |
| Abstentions    | Abstentions          | Abstentions    | 14 517 | 19,49  |  |  |  |
| Votants        | Votants              | Votants        | 59 963 | 80,51  |  |  |  |
| Blancs et nuls | Blancs et nuls       | Blancs et nuls | 610    | 1,02   |  |  |  |
| Exprimés       | Exprimés             | Exprimés       | 59 353 | 98,98  |  |  |  |

Jean Gaubert, agriculteur, conseiller régional, maire de Pluduno, était le suppléant de Charles Josselin. Jean Gaubert remplaça Charles Josselin, nommé membre du gouvernement, du 16 décembre 1985 au 1er avril 1986.

## La circonscription depuis 1986

### Description géographique et démographique

Localisation de la circonscription depuis 1986.

Dans le découpage électoral de la loi no 86-1197 du 24 novembre 1986
, la circonscription regroupe les cantons suivants :
- Canton de Broons
- Canton de Caulnes
- Canton de Dinan-Est
- Canton de Dinan-Ouest
- Canton d'Évran
- Canton de Matignon
- Canton de Plancoët
- Canton de Plélan-le-Petit
- Canton de Pléneuf-Val-André
- Canton de Ploubalay.

D'après le recensement général de la population en 1999, réalisé par l'Institut national de la statistique et des études économiques (INSEE), la population totale de cette circonscription est estimée à 105 119 habitants,.
Le découpage de la circonscription n'a pas été modifié par le redécoupage des circonscriptions législatives françaises de 2010

### Historique des députations
| Législature | Début de mandat | Fin de mandat  | Député            | Parti politique | Observations                                                                                      |
| ----------- | --------------- | -------------- | ----------------- | --------------- | ------------------------------------------------------------------------------------------------- |
| IXe         | 23 juin 1988    | 1er avril 1993 | Charles Josselin, | PS,             | Remplacé à partir du 5 mai 1992 par Jean Gaubert à la suite de sa nomination au gouvernement.     |
| Xe          | 2 avril 1993    | 21 avril 1997  | Charles Josselin, | PS,             | Mandat écourté à la suite d'une dissolution parlementaire décidée par Jacques Chirac.             |
| XIe         | 12 juin 1997    | 18 juin 2002   | Charles Josselin, | PS,             | Remplacé à partir du 5 juillet 1997 par Jean Gaubert à la suite de sa nomination au gouvernement. |
| XIIe        | 19 juin 2002    | 19 juin 2007   | Jean Gaubert,     | PS,             |                                                                                                   |
| XIIIe       | 20 juin 2007    | 19 juin 2012   | Jean Gaubert,     | PS,             |                                                                                                   |
| XIVe        | 20 juin 2012    | 20 juin 2017   | Viviane Le Dissez | PS              |                                                                                                   |
| XVe         | 21 juin 2017    | 21 juin 2022   | Hervé Berville    | LREM            |                                                                                                   |
| XVIe        | 22 juin 2022    | 4 juillet 2022 | Hervé Berville    | LREM-Ensemble   | Mandat écourté à la suite d'une dissolution parlementaire décidée par Emmanuel Macron.            |
| XVIe        | 5 juillet 2022  | 22 juin 2027   | Chantal Bouloux   | LREM-Ensemble   | Mandat écourté à la suite d'une dissolution parlementaire décidée par Emmanuel Macron.            |

### Historique des élections

#### Élections de 1988
|                | Charles Josselin sortant réélu | PS             | 30 659 | 50,84  |  |  |  |
|                | René Benoît sortant            | UDF (PR) (URC) | 21 492 | 35,64  |  |  |  |
|                | Christiane Nennot              | PCF            | 3 054  | 5,06   |  |  |  |
|                | Michel Bellis                  | Divers droite  | 2 808  | 4,66   |  |  |  |
|                | Charles du Boishamon           | FN             | 2 297  | 3,81   |  |  |  |
|                |                                |                |        |        |  |  |  |
| Inscrits       | Inscrits                       | Inscrits       | 81 265 | 100,00 |  |  |  |
| Abstentions    | Abstentions                    | Abstentions    | 20 057 | 24,68  |  |  |  |
| Votants        | Votants                        | Votants        | 61 208 | 75,32  |  |  |  |
| Blancs et nuls | Blancs et nuls                 | Blancs et nuls | 898    | 1,47   |  |  |  |
| Exprimés       | Exprimés                       | Exprimés       | 60 310 | 98,53  |  |  |  |

Le suppléant de Charles Josselin était Jean Gaubert. Jean Gaubert remplaça Charles Josselin, nommé membre du gouvernement, du 5 mai 1992 au 1er avril 1993.

#### Élections de 1993
| Candidat       | Candidat                       | Parti          | Premier tour | Premier tour | Second tour | Second tour |  |
| Candidat       | Candidat                       | Parti          | Voix         | %            | Voix        | %           |  |
| -------------- | ------------------------------ | -------------- | ------------ | ------------ | ----------- | ----------- |  |
|                | René Benoît                    | UDF (PR)       | 23 545       | 39,91        | 29 062      | 46,72       |  |
|                | Charles Josselin sortant réélu | PS (ADFP)      | 22 028       | 37,34        | 33 142      | 53,27       |  |
|                | Bernard Hesry                  | GÉ (EÉ)        | 4 393        | 7,44         |             |             |  |
|                | Charles du Boishamon           | FN             | 4 046        | 6,85         |             |             |  |
|                | Christiane Nennot              | PCF            | 3 340        | 5,66         |             |             |  |
|                | Christine Repetti              | LT-LNÉ         | 1 633        | 2,76         |             |             |  |
|                |                                |                |              |              |             |             |  |
| Inscrits       | Inscrits                       | Inscrits       | 81 917       | 100,00       | 81 893      | 100,00      |  |
| Abstentions    | Abstentions                    | Abstentions    | 19 725       | 24,08        | 16 975      | 20,73       |  |
| Votants        | Votants                        | Votants        | 62 192       | 75,92        | 64 918      | 79,27       |  |
| Blancs et nuls | Blancs et nuls                 | Blancs et nuls | 3 207        | 5,16         | 2 714       | 4,18        |  |
| Exprimés       | Exprimés                       | Exprimés       | 58 985       | 94,84        | 62 204      | 95,82       |  |

Le suppléant de Charles Josselin était Jean Gaubert.

#### Élections de 1997
| Candidat                     | Candidat                       | Parti          | Premier tour | Premier tour | Second tour | Second tour |  |
| Candidat                     | Candidat                       | Parti          | Voix         | %            | Voix        | %           |  |
| ---------------------------- | ------------------------------ | -------------- | ------------ | ------------ | ----------- | ----------- |  |
|                              | Charles Josselin sortant réélu | PS             | 26 499       | 44,17        | 35 805      | 60,17       |  |
|                              | Didier Lechien                 | UDF (FD)       | 10 107       | 16,84        | 23 692      | 39,82       |  |
|                              | Michel Vaspart                 | diss. RPR      | 9 727        | 16,21        |             |             |  |
|                              | Charles du Boishamon           | FN             | 4 435        | 7,39         |             |             |  |
|                              | Henri Faucheur                 | PCF            | 3 496        | 5,82         |             |             |  |
|                              | Martine Lucas                  | Les Verts      | 2 270        | 3,78         |             |             |  |
|                              | Bernard Hesry                  | GÉ             | 1 858        | 3,09         |             |             |  |
|                              | Dominique Boilot               | LDI (MPF)      | 1 056        | 1,76         |             |             |  |
|                              | Bernard Aubin                  | diss. UDF      | 322          | 0,53         |             |             |  |
|                              | Daniel Houres                  | Divers droite  | 213          | 0,35         |             |             |  |
|                              |                                |                |              |              |             |             |  |
| Inscrits                     | Inscrits                       | Inscrits       | 84 906       | 100,00       | 81 622      | 100,00      |  |
| Abstentions                  | Abstentions                    | Abstentions    | 21 928       | 25,83        | 18 707      | 22,92       |  |
| Votants                      | Votants                        | Votants        | 62 978       | 74,17        | 62 915      | 77,08       |  |
| Blancs et nuls               | Blancs et nuls                 | Blancs et nuls | 2 995        | 4,76         | 3 418       | 5,43        |  |
| Exprimés                     | Exprimés                       | Exprimés       | 59 983       | 95,24        | 59 497      | 94,57       |  |
| Source : Assemblée nationale |                                |                |              |              |             |             |  |

Le suppléant de Charles Josselin était Jean Gaubert. Jean Gaubert remplaça Charles Josselin, nommé membre du gouvernement, du  5 juillet 1997 au 18 juin 2002.

#### Élections de 2002
| Candidat       | Candidat                   | Parti          | Premier tour | Premier tour | Second tour | Second tour |  |
| Candidat       | Candidat                   | Parti          | Voix         | %            | Voix        | %           |  |
| -------------- | -------------------------- | -------------- | ------------ | ------------ | ----------- | ----------- |  |
|                | Michel Vaspart             | UMP            | 23 583       | 39,75        | 29 605      | 49,88       |  |
|                | Jean Gaubert sortant réélu | PS             | 22 164       | 37,35        | 29 752      | 50,12       |  |
|                | Charles du Boishamon       | FN             | 3 508        | 5,91         |             |             |  |
|                | Martine Lucas              | Les Verts      | 2 359        | 3,98         |             |             |  |
|                | Henri Faucheur             | PCF            | 1 477        | 2,49         |             |             |  |
|                | Yves Louapre               | Divers droite  | 919          | 1,55         |             |             |  |
|                | Katyusha Desjardins        | LCR            | 901          | 1,52         |             |             |  |
|                | Véronique Méheust          | CPNT           | 786          | 1,32         |             |             |  |
|                | Nelly Leroux               | LO             | 757          | 1,28         |             |             |  |
|                | Catherine Guérin           | UDB            | 553          | 0,93         |             |             |  |
|                | Emmanuel Gravier           | MPF            | 503          | 0,85         |             |             |  |
|                | Jacques Jaffrain           | MNR            | 470          | 0,79         |             |             |  |
|                | Marie-José Montagnon       | Divers         | 467          | 0,79         |             |             |  |
|                | Bernard Hesry              | GÉ             | 399          | 0,67         |             |             |  |
|                | Marcel Desvaux             | CNIP           | 246          | 0,41         |             |             |  |
|                | Christophe Ollivier        | PT             | 242          | 0,41         |             |             |  |
|                |                            |                |              |              |             |             |  |
| Inscrits       | Inscrits                   | Inscrits       | 86 082       | 100,00       | 86 069      | 100,00      |  |
| Abstentions    | Abstentions                | Abstentions    | 25 335       | 29,43        | 24 954      | 28,99       |  |
| Votants        | Votants                    | Votants        | 60 747       | 70,57        | 61 115      | 71,01       |  |
| Blancs et nuls | Blancs et nuls             | Blancs et nuls | 1 413        | 2,33         | 1 758       | 2,88        |  |
| Exprimés       | Exprimés                   | Exprimés       | 59 334       | 97,67        | 59 357      | 97,12       |  |

La suppléante de Jean Gaubert était Béatrice Jeusset, chef d'entreprise à Dinan.

#### Élections de 2007
| Candidat       | Candidat                   | Parti          | Premier tour | Premier tour | Second tour | Second tour |  |
| Candidat       | Candidat                   | Parti          | Voix         | %            | Voix        | %           |  |
| -------------- | -------------------------- | -------------- | ------------ | ------------ | ----------- | ----------- |  |
|                | Michel Vaspart             | UMP            | 23 564       | 38,87        | 28 705      | 45,32       |  |
|                | Jean Gaubert sortant réélu | PS             | 23 562       | 38,86        | 34 636      | 54,68       |  |
|                | Anne-Marie Crolais         | UDF–MoDem      | 4 561        | 7,52         |             |             |  |
|                | Anne-Marie Boudou          | Les Verts      | 2 204        | 3,64         |             |             |  |
|                | Marion Doucet              | LCR            | 1 625        | 2,68         |             |             |  |
|                | Tiephaine Marçais          | FN             | 1 473        | 2,43         |             |             |  |
|                | Alain Guérin               | PCF            | 1 272        | 2,1          |             |             |  |
|                | Ildiko Letellier           | MPF            | 895          | 1,48         |             |             |  |
|                | Véronique Méheust          | CPNT           | 671          | 1,11         |             |             |  |
|                | Philippe Guéguen           | LO             | 520          | 0,86         |             |             |  |
|                | Christophe Ollivier        | PT             | 279          | 0,46         |             |             |  |
|                |                            |                |              |              |             |             |  |
| Inscrits       | Inscrits                   | Inscrits       | 91 353       | 100,00       | 91 340      | 100,00      |  |
| Abstentions    | Abstentions                | Abstentions    | 29 619       | 32,42        | 26 516      | 29,03       |  |
| Votants        | Votants                    | Votants        | 61 734       | 67,58        | 64 824      | 70,97       |  |
| Blancs et nuls | Blancs et nuls             | Blancs et nuls | 1 108        | 1,79         | 1 483       | 2,29        |  |
| Exprimés       | Exprimés                   | Exprimés       | 60 626       | 98,21        | 63 341      | 97,71       |  |

#### Élections de 2012
| Candidat       | Candidat               | Parti              | Premier tour | Premier tour | Second tour | Second tour |  |
| Candidat       | Candidat               | Parti              | Voix         | %            | Voix        | %           |  |
| -------------- | ---------------------- | ------------------ | ------------ | ------------ | ----------- | ----------- |  |
|                | Viviane Le Dissez élue | PS                 | 25 090       | 42,43        | 33 812      | 57,96       |  |
|                | Michel Vaspart         | UMP                | 16 355       | 27,66        | 24 523      | 42,04       |  |
|                | Gérard de Mellon       | RBM (FN)           | 5 471        | 9,25         |             |             |  |
|                | Didier Lechien         | AC                 | 4 383        | 7,41         |             |             |  |
|                | Didier Giffrain        | FG (Divers gauche) | 2 813        | 4,76         |             |             |  |
|                | Michel Forget          | EÉLV               | 2 375        | 4,02         |             |             |  |
|                | Yves Pelle             | PB                 | 701          | 1,19         |             |             |  |
|                | Nadia Chikh            | LT-LNÉ             | 600          | 1,01         |             |             |  |
|                | Julien Roger           | NPA                | 506          | 0,86         |             |             |  |
|                | Alexandra Leroy        | LO                 | 318          | 0,54         |             |             |  |
|                | Drifa Belarbi          | NC                 | 274          | 0,46         |             |             |  |
|                | Christophe Ollivier    | POI                | 245          | 0,41         |             |             |  |
|                |                        |                    |              |              |             |             |  |
| Inscrits       | Inscrits               | Inscrits           | 93 788       | 100,00       | 93 778      | 100,00      |  |
| Abstentions    | Abstentions            | Abstentions        | 33 547       | 35,77        | 33 624      | 35,85       |  |
| Votants        | Votants                | Votants            | 60 241       | 64,23        | 60 154      | 64,15       |  |
| Blancs et nuls | Blancs et nuls         | Blancs et nuls     | 1 110        | 1,84         | 1 819       | 3,02        |  |
| Exprimés       | Exprimés               | Exprimés           | 59 131       | 98,16        | 58 335      | 96,98       |  |
| Source :       |                        |                    |              |              |             |             |  |

Le suppléant de Viviane Le Dissez était Raymond Armange, chef d'entreprise, de Langrolay-sur-Rance.

#### Élections de 2017
Les élections législatives françaises de 2017 ont eu lieu les dimanches 11 et 18 juin 2017.
|                                                                                | |                           |                           |                          |                          |
|                                                                                | | Premier tour 11 juin 2017 | Premier tour 11 juin 2017 | Second tour 18 juin 2017 | Second tour 18 juin 2017 |
|                                                                                | |                           |                           |                          |                          |
|                                                                                | | Nombre                    | % des inscrits            | Nombre                   | % des inscrits           |
| Inscrits                                                                       | Inscrits | 96 776                    | 100,00                    | 96 776                   | 100,00                   |
| Abstentions                                                                    | Abstentions | 40 638                    | 41,99                     | 49 420                   | 51,07                    |
| Votants                                                                        | Votants | 56 138                    | 58,01                     | 47 356                   | 48,93                    |
|                                                                                | |                           | % des votants             |                          | % des votants            |
| Bulletins blancs                                                               | Bulletins blancs                                                                                                 | 878                       | 1,56                      | 3 975                    | 8,39                     |
| Bulletins nuls                                                                 | Bulletins nuls                                                                                                   | 384                       | 0,68                      | 1 567                    | 3,31                     |
| Suffrages exprimés                                                             | Suffrages exprimés                                                                                               | 54 876                    | 97,75                     | 41 814                   | 88,30                    |
|                                                                                | |                           |                           |                          |                          |
| Candidat Étiquette politique (partis et alliances)                             | Candidat Étiquette politique (partis et alliances)                                                               | Voix                      | % des exprimés            | Voix                     | % des exprimés           |
|                                                                                | |                           |                           |                          |                          |
|                                                                                | Hervé Berville La République en marche                                                                           | 21 317                    | 38,85                     | 26 834                   | 64,17                    |
|                                                                                | Didier Déru Les Républicains (Union des démocrates et indépendants)                                              | 7 576                     | 13,81                     | 14 980                   | 35,83                    |
|                                                                                | Viviane Le Dissez (députée sortante) Parti socialiste                                                            | 6 696                     | 12,20                     |                          |                          |
|                                                                                | Didier Giffrain La France insoumise                                                                              | 6 572                     | 11,98                     |                          |                          |
|                                                                                | Odile de Mellon Front national                                                                                   | 5 264                     | 9,59                      |                          |                          |
|                                                                                | Michel Desbois Divers droite                                                                                     | 2 979                     | 5,43                      |                          |                          |
|                                                                                | Jocelyne Leclerc Europe Écologie Les Verts                                                                       | 1 590                     | 2,90                      |                          |                          |
|                                                                                | Louis Bouan Divers droite (Parti chrétien-démocrate)                                                             | 607                       | 1,11                      |                          |                          |
|                                                                                | Stuart Lesvier Régionaliste (Oui la Bretagne - Union démocratique bretonne)                                      | 569                       | 1,04                      |                          |                          |
|                                                                                | Serge Monrocq Écologiste (Mouvement écologiste indépendant - Confédération pour l'homme, l'animal et la planète) | 489                       | 0,89                      |                          |                          |
|                                                                                | Erwan Le Garlantezec Régionaliste (Mouvement 100 % - Parti breton)                                               | 426                       | 0,78                      |                          |                          |
|                                                                                | Josette Grimaud Lutte ouvrière                                                                                   | 358                       | 0,65                      |                          |                          |
|                                                                                | Nathan Malissen Divers (Union populaire républicaine)                                                            | 285                       | 0,52                      |                          |                          |
|                                                                                | David Douet Divers gauche (Parti de la démondialisation)                                                         | 148                       | 0,27                      |                          |                          |
| Source : Ministère de l'Intérieur - Deuxième circonscription des Côtes-d'Armor | |                           |                           |                          |                          |

#### Élections de 2022
Les élections législatives françaises de 2022 ont eu lieu les dimanches 12 et 19 juin 2022.
| Candidat                 | Candidat                 | Parti et coalition       | Nuance                   | Premier tour | Premier tour | Second tour | Second tour |
| Candidat                 | Candidat                 | Parti et coalition       | Nuance                   | Voix         | %            | Voix        | %           |
| ------------------------ | ------------------------ | ------------------------ | ------------------------ | ------------ | ------------ | ----------- | ----------- |
|                          | Hervé Berville           | LREM (ENS)               | ENS                      | 20 946       | 36,91        | 29 411      | 55,83       |
|                          | Bruno Ricard             | EELV (NUPES)             | NUP                      | 14 659       | 25,83        | 23 264      | 44,17       |
|                          | Antoine Kieffer          | RN                       | RN                       | 9 340        | 16,46        |             |             |
|                          | Michel Desbois           | LR (UDC)                 | DVD                      | 5 807        | 10,23        |             |             |
|                          | Eugénie Crokaert         | REC                      | REC                      | 1 928        | 3,40         |             |             |
|                          | Serge Monrocq            | MEI                      | ECO                      | 904          | 1,59         |             |             |
|                          | Sophie Hubert            | DLF (UPF)                | DSV                      | 684          | 1,21         |             |             |
|                          | Raphaël Drouillet        | PA                       | ECO                      | 582          | 1,03         |             |             |
|                          | Héléna Marie             | PB                       | REG                      | 531          | 0,94         |             |             |
|                          | Franck Bonvoisin         | EPL                      | DIV                      | 521          | 0,92         |             |             |
|                          | Lucie Herblin            | LO                       | DXG                      | 500          | 0,88         |             |             |
|                          | Jean-Luc Sicre           | POID                     | DXG                      | 343          | 0,60         |             |             |
|                          |                          |                          |                          |              |              |             |             |
| Votes valides            | Votes valides            | Votes valides            | Votes valides            | 56 745       | 97,98        | 52 675      | 92,55       |
| Votes blancs             | Votes blancs             | Votes blancs             | Votes blancs             | 777          | 1,34         | 2 828       | 4,97        |
| Votes nuls               | Votes nuls               | Votes nuls               | Votes nuls               | 390          | 0,67         | 1 414       | 2,48        |
| Total                    | Total                    | Total                    | Total                    | 57 912       | 100          | 56 917      | 100         |
| Abstention               | Abstention               | Abstention               | Abstention               | 45 493       | 43,99        | 46 512      | 44,97       |
| Inscrits / participation | Inscrits / participation | Inscrits / participation | Inscrits / participation | 103 405      | 56,01        | 103 429     | 55,03       |

La suppléante d'Hervé Berville était Chantal Bouloux, directrice d'Ehpad, conseillère municipale de Dinan. Chantal Bouloux remplaça Hervé Berville, nommé membre du gouvernement, du 5 août 2022 au 9 juin 2024.

#### Élections de 2024
| Candidat                 | Candidat                 | Parti et coalition       | Nuance                   | Premier tour | Premier tour | Second tour | Second tour |
| Candidat                 | Candidat                 | Parti et coalition       | Nuance                   | Voix         | %            | Voix        | %           |
| ------------------------ | ------------------------ | ------------------------ | ------------------------ | ------------ | ------------ | ----------- | ----------- |
|                          | Hervé Berville           | RE (ENS)                 | ENS                      | 25 730       | 33,61        | 47 119      | 63,63       |
|                          | Antoine Kieffer          | RN                       | RN                       | 23 707       | 30,96        | 26 935      | 36,37       |
|                          | Jérémy Dauphin           | LÉ (NFP)                 | UG                       | 19 685       | 25,71        | Retrait     | Retrait     |
|                          | Michel Desbois,          | SE (UDC)                 | DVD                      | 5 946        | 7,77         |             |             |
|                          | Logan Maheu              | PB (PU)                  | REG                      | 859          | 1,12         |             |             |
|                          | Lucie Herblin            | LO                       | EXG                      | 636          | 0,83         |             |             |
|                          |                          |                          |                          |              |              |             |             |
| Votes valides            | Votes valides            | Votes valides            | Votes valides            | 76 563       | 97,91        | 74 054      | 94,47       |
| Votes blancs             | Votes blancs             | Votes blancs             | Votes blancs             | 958          | 1,23         | 3 090       | 3,94        |
| Votes nuls               | Votes nuls               | Votes nuls               | Votes nuls               | 676          | 0,86         | 1 244       | 1,59        |
| Total                    | Total                    | Total                    | Total                    | 78 197       | 100          | 78 388      | 100         |
| Abstention               | Abstention               | Abstention               | Abstention               | 26 320       | 25,18        | 26 140      | 25,01       |
| Inscrits / participation | Inscrits / participation | Inscrits / participation | Inscrits / participation | 104 517      | 74,82        | 104 528     | 74,99       |

La suppléante d'Hervé Berville est Chantal Bouloux, ancienne directrice d'Ehpad, conseillère municipale de Dinan.

#### Département des Côtes-d'Armor
- La fiche de l'INSEE de cette circonscription : « Tableaux et Analyses de la deuxième circonscription des Côtes-d'Armor », sur insee.fr, site de l'Institut national de la statistique et des études économiques (consulté le 10 juin 2007)
- « Tous les députés du département des Côtes-d'Armor depuis 1789 », sur assemblee-nationale.fr, site de l'Assemblée nationale française (consulté le 10 juin 2007)
- « Informations contentieuses sur le département des Côtes-d'Armor (Élections législatives de 2002) »(Archive.org • Wikiwix • Archive.is • Google • Que faire ?), sur conseil-constitutionnel.fr, site du Conseil constitutionnel (consulté le 13 juin 2007)

#### Circonscriptions en France
- « Carte des circonscriptions législatives en France », sur assemblee-nationale.fr, site de l'Assemblée nationale française (consulté le 20 juin 2007)
- « Résultats électoraux officiels en France »(Archive.org • Wikiwix • Archive.is • Google • Que faire ?), sur interieur.gouv.fr, site du ministère de l'Intérieur (France) (consulté le 13 juin 2007)
- Description et Atlas des circonscriptions électorales de France sur http://www.atlaspol.com, Atlaspol, site de cartographie géopolitique, consulté le 13 juin 2007.